# Берта Вальдорская
Бе́рта (фр. Berthe d’Avenay, Франция — 690, Франция) — святая игумения Авенай. День памяти — 1 мая.

## Биография
Святая Берта была женой святого Гундеберта, владельца поместий в Шампани, дворянина королевских кровей. Святой Гундеберт построил для неё и для её общины монастырь в Авне неподалёку от Реймса. Затем он сам удалился в монастырь на побережье и вскоре был убит мародёрами-язычниками.
По преданию, жители Авне страдали от нехватки воды. Святой апостол Пётр явился святой Берте и показал ей поле, в которой был хороший источник, который она купила за фунт серебра. Источник стал святым, по преданию на нём исцелялись от разных болезней. Он также обеспечивал водой не только сестёр, но и жителей окрестностей Авне. Святая Берта была умучена родственниками святого Гундеберта, которые обвинили её в раздаче его денег бедным.
Неизвестно, какое правило, бенедиктинское или колумбаново, использовалось в монастыре Берты.